# Stefania Stella
Stefania Stella, nome d'arte di Stefania Stella Maris Di Giandomenico (...), è un'attrice e cantante italiana.

## Biografia
Dopo aver studiato danza classica e recitazione, prende lezioni di canto da Nora Orlandi.
Debutta in televisione nel 1980 in Sereno variabile, a fianco di Osvaldo Bevilacqua.
Negli anni successivi recita in diversi film ed incide alcuni dischi.
È stata la compagna del regista Al Festa, che l'ha anche diretta in alcuni suoi film.

## Filmografia

### Cinema
- Celebrità, regia di Ninì Grassia (1981)
- Pierino contro tutti, regia di Marino Girolami (1981)
- Pierino colpisce ancora, regia di Marino Girolami (1982)
- Ottobre rosa all'Arbat, regia di Adolfo Lippi (1990)
- Donna di cuori, regia di Luciano Crovato e Lina Mangiacapre (1994)
- Fatal Frames - Fotogrammi mortali, regia di Al Festa (1996)
- Sick-o-pathics, regia di Brigida Costa e Massimo Lavagnini (1996)
- Roseanna's Grave, regia di Paul Weiland (1997)
- Progetto Sapientia, regia di Al Festa (2010)
- L'eremita, regia di Al Festa (2011)

### Televisione
- Sogni e bisogni, regia di Sergio Citti – miniserie TV (1985)
- Tutti in palestra, regia di Vittorio De Sisti – miniserie TV (1987)
- Professione vacanze, regia di Vittorio De Sisti – serie TV, episodio 1x05 (1987)